# Badminton bei den World Masters Games 2017
Badminton wurde bei den World Masters Games 2017 in den Altersklassen O35 bis O75 gespielt. Es wurde in mehreren Leistungskategorien von Open bis hin zu Recreational um die Medaillen gekämpft. Folgend die Medaillengewinner in der höchsten Kategorie (Open). Die Wettkämpfe fanden vom 26. bis zum 29. April 2017 in Auckland statt.

## Medaillengewinner
| Veranstaltung    | Gold                                 | Silber                                 | Bronze                              | 4.                               |
| ---------------- | ------------------------------------ | -------------------------------------- | ----------------------------------- | -------------------------------- |
| Herreneinzel O35 | Jan Fröhlich                         | Masayuki Matsumoto                     | Nicholas Kidd                       | Masaharu Okawara                 |
| Herreneinzel O40 | Josemari Fujimoto                    | Alfred Wong                            | Tjitte Weistra                      | Teh Swee Kee                     |
| Herreneinzel O45 | Carsten Loesch                       | Ajith Perera                           | Masaharu Ito                        | -                                |
| Herreneinzel O50 | Liu En-hung                          | Chandra Berata                         | Wijanarko Adi Mulya Oei             | Yasuyuki Kawashima               |
| Herreneinzel O55 | Eric Chang                           | Hong Hock Heng                         | Harjit Singh                        | Ali Winoto                       |
| Herreneinzel O60 | Arnold Dendeng                       | Then Lin Ong                           | Toshio Kawaguchi                    | Hans-Dieter Nieth                |
| Herreneinzel O65 | Hirohisa Toshijima                   | Ian Bishop                             | Kuniharu Miyazu                     | -                                |
| Herreneinzel O70 | Agus Husin                           | Tony Knott                             | Graham Feist                        | David Carton                     |
| Herreneinzel O75 | Iggy Gan                             | Helmut Kreulitsch                      | Ian Williamson                      | -                                |
| Dameneinzel O35  | Noriko Sanada                        | Rie Matsumoto                          | -                                   | -                                |
| Dameneinzel O40  | Tracey Hallam                        | Ayumi Takakura                         | Shino Ito                           | Wishy Cookson                    |
| Dameneinzel O45  | Delwyn Cooper                        | Widanalage Deepika Peireis             | Lee-Anne Fraser                     | Georgia Vernardou                |
| Dameneinzel O50  | Fanny Megahwati                      | Kareen Hansard                         | -                                   | -                                |
| Dameneinzel O55  | Claire Spackman                      | Jackie Downs                           | Virginia Chariandy                  | -                                |
| Dameneinzel O65  | Rose Lei                             | Lianying Cai                           | Vicki Bailey                        | Helga Peeck                      |
| Dameneinzel O70  | Yuriko Okemoto                       | Sumiko Kaneko                          | Intan Tee                           | Gloria Jiménez                   |
| Dameneinzel O75  | Marg Hudson                          | Margot Hurst                           | Judith Cousins                      | Eliana Romero                    |
| Herrendoppel O35 | Tony Gunawan Tri Kusharyanto         | Jan Fröhlich Carsten Loesch            | Masaharu Okawara Toshiaki Tanigawa  | -                                |
| Herrendoppel O40 | Heryanto Arbi Tri Kusharyanto        | Tony Gunawan Effendy Widjaja           | Teh Swee Kee Jeffry Ramli           | -                                |
| Herrendoppel O45 | Bobby Ertanto Tri Cahyo Agus Nugroho | Johan Cahyadi Lie Chandra              | Simbarsono Sutanto Slamet Tjahjo    | -                                |
| Herrendoppel O50 | Tri Cahyo Agus Nugroho Slamet Tjahjo | Wijanarko Adi Mulya Oei Chandra Berata | Puryanto Tan Sugan Wahono           | Kerrin Harrison Steve Milliken   |
| Herrendoppel O55 | Bobby Ertanto Simbarsono Sutanto     | Angga Ang Ali Winoto                   | John Of Matha Harjit Singh          | Arnold Dendeng Rohan Fernando    |
| Herrendoppel O60 | Then Lin Ong Chan Wan Seong          | Grant Stone Ket Yong                   | Pradeep Harlalka Hubert Miranda     | -                                |
| Herrendoppel O65 | Frits Mainaky John Wong              | Bill Metcalfe Mike Mitson              | David Barr Colin Hepburn            | Ian Bishop Curt Dommeyer         |
| Herrendoppel O70 | Robert Cook Andy Gouw                | David Barr Colin Hepburn               | John Chan Robert Cyca               | -                                |
| Herrendoppel O75 | Mike Earp Richard Purser             | John Chan Bill Reid                    | Jeff Fishback Robin Lyons           | Peter Eltgroth Murray Foubister  |
| Damendoppel O35  | Rie Matsumoto Noriko Sanada          | Chen Yu-Fang Ho Yu-Huei                | Jenny Hawkyard Brigid McIntyre      | Claire Astle Wishy Cookson       |
| Damendoppel O40  | Tracey Hallam Doriana Rivera         | Jenny Matthews Kati Turver             | Milaine Cloutier Irene Ko           | Shino Ito Ayumi Takakura         |
| Damendoppel O45  | Milaine Cloutier Irene Ko            | Hye Han Tjendra Winoto                 | Brigid McIntyre Sandra Watson       | Paula Coupe Karen McGee          |
| Damendoppel O50  | Yayoi Izumisawa Chika Tanifuji       | Denise Darling Tanya Riddick           | Jondy Charlesworth Val McLoughlin   | Lynnette Carruthers Sue Farmer   |
| Damendoppel O55  | Lia Mapa Val McLoughlin              | Virginia Chariandy Jackie Downs        | Aneta Ianeva-Dukova Claire Spackman | -                                |
| Damendoppel O60  | Jan Shew Eileen Shore                | Margaret Lee Eugenie Russell           | Bee Chiam Lesley Gledhill           | Karen Blank Carol Dickson        |
| Damendoppel O65  | Dora Aliaga Patricia Mey             | Jan Giffney Helga Peeck                | Sue Dommeyer Rose Lei               | Yoko Akiyama Sanae Uno           |
| Damendoppel O70  | Sumiko Kaneko Yuriko Okemoto         | Intan Tee Kay Terry                    | Laurel Hatchard Cheryl Lawrence     | Pam Bader Robyn Ritchie          |
| Damendoppel O75  | Judith Cousins Kay Terry             | Marg Hudson Elsie Wilson               | Margot Hurst Jessie Rogers          | Anne Emberly Eliana Romero       |
| Mixed O40        | Tjitte Weistra Doriana Rivera        | Alastair Gatt Tracey Hallam            | Heryanto Arbi Elisabeth Tjandra     | Trent Riddick Tanya Riddick      |
| Mixed O45        | Muqeet Abdul Rana Milaine Cloutier   | Johan Cahyadi Tjendra Winoto           | Masaharu Ito Chika Tanifuji         | Patrik Johansson Brigid McIntyre |
| Mixed O50        | Kerrin Harrison Fanny Megahwati      | Karsten Thomsen Kareen Hansard         | Steve Milliken Jondy Charlesworth   | -                                |
| Mixed O55        | Grant Demenech Val McLoughlin        | Tomohiko Gotoh Kuniko Yamamoto         | Ray Downs Jackie Downs              | Bruce Darby Jan Shew             |
| Mixed O60        | Then Lin Ong Carol Dickson           | Kevin Ross Eugenie Russell             | Toshio Kawaguchi Kuniko Yamamoto    | -                                |
| Mixed O65        | Frits Mainaky Sue Dommeyer           | Hirohisa Toshijima Yuriko Okemoto      | Ian Bishop Lianying Cai             | Larry Curtis Sumiko Kaneko       |
| Mixed O70        | Val Cleaver Cheryl Lawrence          | Robert Cook Kay Terry                  | Graham Feist Laurel Hatchard        | Yoshiaki Sugitani Sanae Uno      |
| Mixed O75        | Jeff Fishback Elsie Wilson           | Robin Lyons Judith Cousins             | Murray Foubister Marg Hudson        | Peter Eltgroth Jessie Rogers     |